# Železný dědek
Železný dědek je český černobílý celovečerní hraný film z roku 1948 jehož režisérem byl Václav Kubásek, v hlavní roli vystupoval Jaroslav Marvan. Film se odehrává v železničářském prostředí. Bývá zařazován mezi budovatelské filmy, byť v něm ještě není komunistická strana propagována přímo.

## Děj
Děj začíná na konci druhé světové války. Starý zkušený strojvedoucí Matys se pokusí zachránit před náletem parní lokomotivu Lízu, na níž léta sloužil. Je ale zraněn a lokomotiva přece jen trochu poškozena. Kvůli svému zranění je odeslán do penze a je přesvědčen, že porouchaná lokomotiva je určena k sešrotování. S pomocí party učňů se Matys těsně před nařízeným odchodem z aktivní služby rozhodne opravit svou milovanou lokomotivu. Tajně na ní dlouhou dobu pracují. Když jednou přijde domů zcela opilý Matysův zeť, který má nastoupit do služby, Matys jej zastoupí. Při tom díky své zkušenosti zabrání katastrofě, hrozící od náhodou utržených nákladních vozů. Záchrana i finanční odměna je připsána jeho zeti, který Matyse při návratu s vagóny vystřídá. Matys je naopak podezírán z toho, že krade materiál v dílnách. Po několika dalších peripetiích se vše vysvětlí a Matys sám na své Líze opět nastupuje do služby.

## Osoby a obsazení
- strojvedoucí Matys - Jaroslav Marvan
- jeho zeť Jandera, také strojvedoucí - Otomar Krejča
- Matysova žena - Marie Ježková
- Matysova dcera - Marie Kautská
- Topič Vašek - Lubomír Lipský
- Přednosta Podroužek - Vítězslav Boček